# 3971 Voronikhin
3971 Voronikhin eller 1979 YM8 är en asteroid i huvudbältet som upptäcktes den 23 december 1979 av den sovjetisk-ryska astronomen Ljudmila Zjuravljova vid Krims astrofysiska observatorium på Krim. Den har fått sitt namn efter Andrej N. Voronikhin.
Asteroiden har en diameter på ungefär 31 kilometer.